# Microhyla nanapollexa
Microhyla nanapollexa é uma espécie de anfíbio da família Microhylidae.
É endémica do Vietname.
Os seus habitats naturais são: regiões subtropicais ou tropicais húmidas de alta altitude e rios.
Está ameaçada por perda de habitat.